# Nemertodermatida
I Nemertodermatidi (Nemertodermatida Karling, 1940) sono un ordine di microscopici vermi marini, un tempo attribuiti al phylum Platyhelminthes, inseriti assieme agli Acoela nel raggruppamento degli Acoelomorpha, oggi considerati un clade basale dei Bilateria.

## Descrizione
La bocca e la faringe possono essere presenti o assenti; in caso sia presente, la faringe è di tipo semplice.
La cavità intestinale di questi vermi è dotata di processi interdigitanti provenienti dal rivestimento intestinale mentre i loro spermatozoi sono uniflagellati (tutti gli altri platelminti posseggono spermatozoi con nessuno o con due flagelli) e le loro uova entolecitiche.

## Biologia
Questi piccoli turbellari abitano nei fanghi e nelle sabbie marine subcotidali. Un unico genere, il Meara, è parassita dei cetrioli di mare.

## Tassonomia
Il raggruppamento comprende le seguenti famiglie:
- Nemertodermatidae Steinbock, 1930
- Ascopariidae Sterrer, 1998